# The Maryland Gazette

The Maryland Gazette est un journal hebdomadaire puis bihebdomadaire fondé en 1727 à Annapolis, dans la province du Maryland.

## Histoire

### XVIIIesiècle
L'éditeur anglais William Parks (en) fonde en 1727 The Maryland Gazette, premier journal de la province du Maryland et septième (à maintenir une publication régulière) des Treize colonies. Le premier numéro est publié le 9 septembre 1727 et le journal paraît chaque semaine.
De 1745 à 1767, l'éditeur Jonas Green (en) prend la tête du Maryland Gazette. Il est accompagné de 1758 à 1766 par William Rind, un libraire et imprimeur du Maryland.
The Maryland Gazette cesse de paraître le 31 octobre 1765 en raison du Stamp Act, une taxe destinée aux colonies britanniques sur le continent américain, que Jonas Green refuse de payer à l'image de nombreux colons ; la publication reprend le 30 janvier de l'année suivante. Le journal traite des sujets politiques tels que les libertés de culte, d'expression ou de la presse et accueille les vifs débats qui traversent Annapolis quant aux relations entre colonies et royaume de Grande-Bretagne. En 1772, alors que se profile la guerre d'indépendance des États-Unis, le futur sénateur du Maryland Charles Carroll de Carrollton, alors inconnu et signant « le premier citoyen », s'engage au travers du journal dans un débat épistolaire avec Daniel Dulany, maire loyaliste d'Annapolis (qui écrit sous le pseudonyme « Antilon ») notamment sur la question des taxes imposées aux colonies par la couronne britannique,,.
À sa mort en avril 1767, son épouse Anne Catherine Hoof Green reprend les rênes du journal ; elle devient ainsi l'une des premières femmes éditrices dans la presse américaine. À compter de janvier 1768, elle est aidée par son fils William Green. À la mort de sa mère, ce dernier assume seul la publication du journal, puis est aidé par ses frères Frederick et Samuel Green,.

### XIXesiècle
La publication du Maryland Gazette, assurée à partir de 1811 par Jonas Green, petit-fils du précédent, cesse en 1839,.

### XXeetXXIesiècles
William Abbott, fondateur du premier journal quotidien d'Annapolis, The Capital, rachète en 1919 The Maryland Gazette, diffusée dans le comté d'Anne Arundel. Depuis 1969, The Gazette est publiée dans le Nord du comté d'Anne Arundel deux fois par semaine, tandis que The Capital paraît tous les jours.